# 大関雅成
大関 雅成（おおぜき まさしげ、1926年11月19日 - 2006年2月11日）は、日本の実業家。元キリンビール専務取締役、高千穂学園第7代理事長。

## 経歴
高千穂経済専門学校第31回(現・高千穂大学)卒業。
1980年4月28日キリンビール取締役に就任、1982年4月28日常務取締役、その後専務取締役に就任した。
1998年5月から2005年まで高千穂学園の理事長を務めた。
2006年2月11日、心不全のため死去。